# Boucan-Carré
Boucan-Carré (Boukan Kare en créole haïtien) est une commune d'Haïti située dans le département du Centre, arrondissement de Mirebalais.

## Démographie
La commune est peuplée de 56 028 habitants(recensement par estimation de 2015).

## Administration
La commune est composée des sections communales de :
- Duffailly
- Petite Montagne
- Les Bayes (dont le quartier « Dufailly »)

- bellevue

## Infrastructures
La construction d'un pont sur la rivière Fonds d'Enfer, un affluent de la rivière Boucan Carré, que l'on traversait autrefois à gué, permet dorénavant de désenclaver cette commune restée longtemps isolée.